# Horodyschtsche (Riwne, Beresne)
Horodyschtsche (ukrainisch Городище; russisch Городище Gorodischtsche, polnisch Horodyszcze) ist ein Dorf im Zentrum der ukrainischen Oblast Riwne mit etwa 3900 Einwohnern (2022).
Das 1629 erstmals schriftlich erwähnte Dorf grenzt im Süden an das ehemalige Rajonzentrum Beresne.
Horodyschtsche liegt 68 km nordöstlich der Oblasthauptstadt Riwne am Ufer des Flusses Slutsch und an der Territorialstraße T–18–12.
Am 12. Juni 2020 wurde das Dorf ein Teil neu gegründeten Stadtgemeinde Beresne im Rajon Beresne; bis dahin bildete es zusammen mit dem Dorf Orliwka (Орлівка) die Landratsgemeinde Horodyschtsche (Городищенська сільська рада/Horodyschtschenska silska rada) im Norden des Rajons Beresne.
Am 17. Juli 2020 wurde der Ort Teil des Rajons Riwne.